# Jewish Labor Committee
Das Jewish Labor Committee (jiddisch: Jidišer Arbeter-Komitet bzw. Yidisher Arbeter Komitet; „Jüdisches Arbeiterkomitee“; Abk. JLC) ist eine von jiddischsprachigen eingewanderten Gewerkschaftsführern im Februar 1934 in den USA gegründete säkulare jüdische Organisation zur Förderung der gewerkschaftlichen Interessen in jüdischen Gemeinden und der jüdischen Interessen innerhalb der Gewerkschaften.
Viele der Gründer waren Führer in anderen Arbeiterorganisationen wie dem Arbeter Ring und dem Bund. Baruch Charney Vladeck wurde zum ersten Präsidenten des JLC gewählt. Die Organisation mit Hauptsitz in New York hat lokale oder regionale Büros in Boston, New York, Philadelphia, Chicago und Los Angeles und verfügt über ehrenamtlich geführte Mitgliedsgruppen in verschiedenen anderen Gemeinden in den gesamten Vereinigten Staaten. Sie wurde 1934 als Reaktion auf den Aufstieg des Nationalsozialismus in Europa gegründet, um jüdische Gewerkschaftsinstitutionen in europäischen Ländern zu unterstützen, die Anti-Hitler-Bewegung im Untergrund zu fördern, den Opfern des Nationalsozialismus zu helfen, mit der amerikanischen organisierten Arbeiterschaft im Kampf gegen antidemokratische Kräfte zusammenzuarbeiten und den Antisemitismus und andere Auswirkungen von Faschismus und Nationalsozialismus auf das amerikanische Leben zu bekämpfen. 
The Voice of the Unconquered wurde von 1943 bis 1949 monatlich veröffentlicht. Das JLC betrieb auch ein Forschungsinstitut, das Forshung-Instiut baym Yidishn Arbeyer-komitet (Research Institute of the Jewish Labor Committee), welches das Bulletin Faktn un Meynungen und 1946 An International Convention against Antisemitism (von Mark Vishniak) herausgab. Auch Bücher wie Vos es Tut der Yidisher Arbeter-Komitet (1954) oder The Fate of Soviet Jewry: The Jews in the Soviet Union. Soviet-Yiddish Literature, 1918–1948 von Elias Schulman (1958) erschienen beim Jewish Labor Committee.
Das JLC war von 1936 bis in die 1970er Jahre auch in Kanada aktiv. 
Heute arbeitet die Organisation daran, die historisch starke Beziehung zwischen der jüdischen Gemeinschaft in den USA und der Gewerkschaftsbewegung aufrechtzuerhalten und zu stärken und das zu fördern, was sie als das von beiden Gruppen geteilte Konzept der sozialen Gerechtigkeit betrachten.